# Symfonie nr. 4 (Carr)
Edwin Carr voltooide zijn Symfonie nr. 4 in 1993.
In 1990 kreeg Carr het verzoek van het Symfonieorkest van Nieuw-Zeeland tot het componeren van een nieuw werk. Op de vraag waarom er in dat tijdvak nog een symfonie gecomponeerd moest worden antwoordde de componist dat het componeren binnen een raamwerk de geest scherpte om andere compositie in lossere stijl te kunnen componeren. Bovendien lieten de streng omschreven regels van de symfonie de vreugde groter lijken als een meer vrij werk geschreven mocht worden. Een gedachtegoed dat hij deelde met een van zijn muzikale voorbeelden Igor Stravinsky ( zie: The Poetics of Music 1947). Een andere niet nader genoemde kwestie is dat Carr het best omschreven kon worden als een neo-romanticus en gedurende de romantiek zijn heel wat symfonieën gecomponeerd.
In 1990 begon Carr aan zijn vierde symfonie. Zijn eerste symfonie was opgedragen aan Stravinsky en in zijn vierde is de muziek van Stravinsky nadrukkelijk aanwezig. Het werk ging in première op 23 september 1993, uiteraard door het opdrachtgevende symfonieorkest, toen onder leiding van Nicolas Braithwaite.
Carr gaf vooraf aan dat zijn vierde symfonie bestaat uit programmamuziek, de componist liet echter nooit doorschemeren welk programma er dan wel achter zat.

## Muziek
De muziek is neo-romantisch met een hang naar de muziek van Stravinsky, maar vreemd genoeg is in de passages waarin haast kamermuziek wordt gespeeld een gelijkenis met de muziek van Dmitri Sjostakovitsj te horen in de ironische/satirisch klinkende passages. Het werk opent nogal hevig met een stevige percussiepartij en ritmische syncopen, direct Le Sacre du printemps in gedachte oproepend. Net als in de andere delen, slaat de stemming om als een tweede thema wordt ingespeeld, lijnrecht tegen over de wilde opening is hier plaats voor introspectie. De wilde stemming keert echter aan het eind van het deel terug.
Deel twee is het scherzo bestaande uit een ABA-indeling. Vervolgens komt het derde deel met meer lyriek. Na het spel van cello, althobo, hobo en dwarsfluit schuift de stijl meer op naar een koraalachtige passage in de hoorns, maar de muziek keert terug naar haar lyrisch uitgangspunt. Deel 4 omschreef de componist als een Keltisch tarantella met een uitbundig eind, wellicht een verwijzing naar zijn tijd als muzikaal directeur bij een Italiaans balletgezelschap. Het slot is echter weer romantisch.
Gedurende het hele werk komen lichtdissonante passages voor, doch deze vallen nauwelijks op.

### Delen
- Allegro deciso
- Allegro scherzando
- Allegretto
- Andante mosso

### Orkestratie
- 3 dwarsfluiten, 3 hobo’s, 3 klarineten, 2 fagotten met contrafagot
- 4 hoorns, 3 trompetten, 3 trombones, 1 tuba
- pauken, man/vrouw percussie, 1 harp, piano
- violen, altviolen, celli, contrabassen

## Discografie
- Uitgave Continuum NZ: Symfonieorkest van Nieuw-Zeeland o.l.v. Kenneth Young (leerling van Carr) in een opname uit 1995, Wellington